# Callipta
Callipta là một chi bọ cánh cứng trong họ Chrysomelidae.
Chi này được Lefevre miêu tả khoa học năm 1885.

## Các loài
Chi này gồm các loài:
- Callipta iranica Lopatin, 1997